# موجب - سالب ومبادل
في سلوك الإنسان الجنسي، موجب، سالب ومبادل هي أوضاع جنسية خلال النشاط الجنسي، خاصة بين رجلين. الموجب هو عادة ما يكون الشخص الذي يخترق، السالب هو عادة ما يكون الشخص الذي يتلقى الاختراق، المبادل هو الذي يشارك في كل الأنشطة أو منفتح على الإشراك في أي نشاط. قد تكون هذه الأوصاف عناصر الهوية الذاتية التي تشير إلى تفضيل الفرد المعتاد، ولكن قد يصف أيضا أوضاع اجتماعية، نفسية، أو الهويات الجنسية.
موجب، سالب ومبادل يتم استعمالهم أيضا في البي دي إس إم لوصف ما شابه ولكن لتمييز هويات وممارسات بي دي إس إم.

## موجب
الموجب هو عادةً الشخص الذي يشترك في دور النافذ أو المخترق خلال النشاط الجنسي للرجال الذين يمارسون الجنس مع رجال، هذا غالبًا ما ينطوي على ممارسة الجنس بالنفاذ لجسم الشريك باستخدام القضيب داخل الشرج أو الفم. كلمة موجب تستخدم أيضًا كفعل يعني «ولوج شخصٍ آخر»